# Eric Wrede
Eric Wrede (* 15. Juli 1980 in Rostock) ist ein deutscher Bestattungsunternehmer, Autor, Podcaster und Moderator. 

## Leben und Karriere
Nach dem Abitur studierte Wrede Germanistik und Geschichte und arbeitete zunächst in der Musikbranche als DJ und Manager, unter anderem für Künstler wie Selig, Westernhagen und Polarkreis 18. Im Jahr 2014 wechselte er in die Bestattungsbranche, absolvierte eine Ausbildung zum Bestatter und gründete in Berlin ein Unternehmen, das individuelle und alternative Bestattungen anbietet. Mittlerweile verfügt das Unternehmen über Standorte in Berlin, Leipzig, Bonn und Potsdam.

### Medienprojekte und Veröffentlichungen
- The End – Das Buch vom Tod (2018): In diesem Spiegel-Bestseller[1] teilt Wrede seine Erfahrungen als Bestatter und reflektiert über die Trauerkultur. -  ISBN 978-3-453-27181-4[2]
- Wenn wir ins Gras beißen – Das Buch vom Tod für große und kleine Menschen (2024): Ein Kinderbuch, das humorvoll Fragen rund um den Tod beantwortet und Platz 2 der ORF-Bestenliste für Kinderbücher erreichte.[3] - ISBN 978-3-745-92407-7
- Auf Leben und Tod – Gespräche über das, was am Ende zählt (2024): Eine Sammlung von Interviews und Reflexionen über das Lebensende, basierend auf seinem Podcast “The End”. - ISBN 978-3-442-77471-5[4]

### Podcasts und Moderation
Wrede moderiert den Podcast The End – Der Podcast auf Leben und Tod bei Radio Eins, in dem er mit Gästen wie Eckart von Hirschhausen, Anke Engelke und Sven Regener über den Tod spricht. Zudem schrieb er Kolumnen für die Berliner Zeitung und den Spiegel, in denen er Themen rund um Sterben und Bestattungen behandelt.

### Filmprojekte
- Sterben für Beginner: Die Verfilmung seines ersten Buches, die den Publikumspreis beim Festival des deutschen Films in Ludwigshafen gewann.
- Der Tod ist ein Arschloch: Eine Dokumentation unter der Regie von Michael Schwarz, die die Arbeit von Bestattern beleuchtet und beim Max-Ophüls-Preis-Festival Premiere feierte.
- Blick in die Ewigkeit? – Der Tod und das Danach (2020): In dieser ZDF-Dokumentation begibt sich Wrede auf eine persönliche Suche nach Antworten auf die Frage, was nach dem Tod passiert. Er spricht mit Menschen, die Nahtoderfahrungen gemacht haben, sowie mit Wissenschaftlern und Theologen, um verschiedene Perspektiven auf das Leben nach dem Tod zu beleuchten.[6]
- arte Dokumentation ARTE Re: Beauty of Death - A Funeral Director & his Mission[7]

### Persönliches
Eric Wrede lebt mit seiner Familie in Berlin.

## Rezeption
Eric Wrede wird medial als Deutschlands „bekanntester Bestatter“ angesehen. Schon 2018 erschien bei Arte die erste Dokumentation über ihn. Bereits vorher und bis heute führt er regelmäßig Interviews oder erfolgen Berichte über sein Wirken.